# Masters de Indian Wells 1980
El 1980 Congoleum Classic fue la 5.ª edición del Abierto de Indian Wells, un torneo del circuito ATP. Se llevó a cabo en las canchas duras de Rancho Mirage, en California (Estados Unidos), entre el 11 de febrero y el ¿? de ese año.

## Ganadores

### Individual masculino
No hubo final por culpa de la lluvia. Los semifinalistas fueron Jimmy Connors, Brian Teacher, Peter Fleming y Gene Mayer

### Dobles masculino
No hubo final por culpa de la lluvia